# Nậm Na
Nậm Na là một phụ lưu cấp 1 của sông Đà, Việt Nam .
Nậm Na bắt nguồn từ Vân Nam, Trung Quốc với một thủy vực rộng, sông suối có nhiều tên gọi. Dòng chính có tên Meng La He (sông Meng La) ở đoạn trước khi sang Việt Nam .
Nậm Na vào đất Việt ở bản Pa Nậm Cúm, xã Ma Ly Pho, huyện Phong Thổ, Lai Châu.22°35′57″B 103°9′39″Đ / 22,59917°B 103,16083°Đ.
Đoạn Nậm Na ở Việt Nam dài cỡ 90 km. Quốc lộ 12 được mở từ thị xã Lai Châu cũ (nay là thị xã Mường Lay, tỉnh Điện Biên) lên Ma Ly Pho gần như theo thung lũng của Nậm Na. Nậm Na có tiềm năng thủy điện lớn, và các thủy điện triển khai theo phong cách chỉ biết riêng mình đã làm giao thông trở nên "khốn khổ" .

## Dòng chảy
Tại Vân Nam, Trung Quốc Meng La He bắt nguồn từ dãy núi ở biên giới Việt - Trung 22°48′55″B 102°33′10″Đ / 22,81528°B 102,55278°Đ, đoạn ở xã Ka Lăng huyện Mường Tè, tỉnh Lai Châu, Việt Nam. Sông chảy theo hướng đông đông nam cỡ 50 km thì hợp lưu với Teng Tian Jiang (sông Teng Tian) Teng Tian Jiang bắt nguồn từ huyện Hồng Hà ở Vân Nam, là sông có lưu vực rộng và nguồn nước chính ở chỗ hợp lưu. Từ đây Meng La He chảy hướng đông nam 30 km thì đến biên giới.
Vào đất Việt nó có đoạn ngắn chảy hướng đông, sau đó chuyển đông nam.
Tại bản Pa So xã Mường So huyện Phong Thổ 22°32′45″B 103°17′3″Đ / 22,54583°B 103,28417°Đ Nậm Na tiếp nhận dòng Nậm So chảy từ phía đông từ vùng xã Khổng Lào đến.
Từ đó sông chảy hướng tây nam rồi hướng nam, về đến xã Lê Lợi, huyện Nậm Nhùn, Lai Châu thì đổ vào sông Đà.

## Thủy điện
Thủy điện Nậm Na 1 công suất lắp máy 30 MW, sản lượng điện hàng năm 120 triệu KWh, khởi công năm 2015, hoàn thành tháng 6/2018, đặt tại bản Nậm Cáy xã Hoang Thèn huyện Phong Thổ, Lai Châu. 22°35′46″B 103°15′36″Đ / 22,596134°B 103,259937°Đ.
Thủy điện Nậm Na 2 công suất lắp máy 66 MW, sản lượng điện hàng năm 254 triệu KWh, khởi công tháng 5/2009, hoàn thành tháng 1/2015, tại xã Phìn Hồ, huyện Sìn Hồ, Lai Châu . 22°29′37″B 103°13′54″Đ / 22,493591°B 103,231785°Đ
Thủy điện Nậm Na 3 công suất lắp máy 84 MW, sản lượng điện hàng năm 361 triệu KWh, khởi công tháng 1/2012, hoàn thành tháng 1/2017, tại xã Chăn Nưa, huyện Sìn Hồ, Lai Châu . 22°17′57″B 103°09′41″Đ / 22,299178°B 103,161471°Đ